# Hans Fischer
Hans Fischer (Fráncfort del Meno, 27 de julio de 1881 - Múnich, 31 de marzo de 1945) fue un químico, médico y profesor universitario alemán, Premio Nobel de química en 1930 principalmente por sus trabajos sobre la hemoglobina.

## Biografía
Sus padres fueron Eugen Fischer, director de la compañía Kalle & Co, de Wiesbaden, y profesor en la Escuela Técnica de Stuttgart, y Anna Herdegen. Fue a la escuela primaria en Stuttgart, matriculándose en 1899 el Gymnasium de Wiesbaden. Estudió química y medicina, primero en la Universidad de Lausana y posteriormente en la Universidad de Marburg. Se graduó en 1904 y en 1908 obtuvo el doctorado.
Primeramente trabajó en la Clínica Médica de Múnich y después en el Primer Instituto Químico de Berlín, con Emil Hermann Fischer. Volvió a Múnich en 1911 y obtuvo plaza de profesor de medicina interna un año más tarde. En 1913 llegó a ser profesor de fisiología en el Instituto Fisiológico de Múnich. In 1916 obtuvo plaza como profesor de química médica en la Universidad de Innsbruck y de ahí pasó a la Universidad de Viena en 1918. Desde 1921 hasta su muerte tuvo plaza de profesor de química orgárnica en el Technische Hochschule en Múnich.

## Investigaciones científicas
El trabajo científico de Fischer estaba principalmente relacionado con la investigación de los pigmentos de la sangre, la bilis y también la clorofila de las hojas, así como la química de las porfirinas, de los que derivan esos pigmentos. De especial importancia fue la síntesis de la bilirrubina y de la hemina, uno de los componentes de la hemoglobina. 
Sus numerosos trabajos fueron publicados en Liebigs Annalen der Chemie y en Hoppe-Seylers Zeitschrift für physiologische Chemie, destacando Die Chemie des Pyrrols.

## Premios y distinciones
Recibió muchos premios y distinciones por estos trabajos, incluido el premio Nobel de Química con el que fue galardonado en 1930 por sus trabajos en la composición estructural de la clorofila y de la sangre así como por la síntesis de la hemina y la bilirubina.
También recibió la medalla Davy y la medalla Liebig (1929).

## Vida privada
Fischer se casó con Wiltrud Haufe en 1935. Se suicidó en Múnich después que su Instituto y su obra fueran destruidos durante los últimos días de la Segunda Guerra Mundial.

## Eponimia
- El cráter lunar Fischer lleva este nombre en su memoria y en la del químico alemán del mismo apellido Hermann Emil Fischer (1852-1919).

- Datos: Q76604
- Multimedia: Hans Fischer (chemist) / Q76604